# Reinier Ysabie
Reinier Ysabie, pseudoniem van René Gaston Raymond Ysebie (Gentbrugge, 26 september 1898 - Gent, 17 september 1967), was een Belgisch uitgever, toneelschrijver, dichter, prozaïst, vertaler en handelaar.
Naast Reinier Ysabie gebruikte René Ysebie de varianten R. Ysabie, René Ysabie en R.G.R. Ysebie, alsook de pseudoniemen Sacha Ivanov (samen met zijn vrouw), Reinier Olyve, Maarten Roels en (voor zijn Franstalige publicaties) René d'Ys.

## Levensloop
Ysabie volgde Franstalig onderwijs aan het Koninklijk Atheneum in Gent. Tijdens de oorlog werkte hij in de Gentse universiteitsbibliotheek. Hij trad toe tot de activistische beweging en werd secretaris van de Gentse Jong-Vlaamse Groep. Hij stichtte in oktober 1917 de Jong-Vlaamsche Wacht en werd er voorzitter van. Met zijn radicaal programma wilde de groep roering en nieuw leven brengen in de activistische rangen.
In 1921 huwde hij met Rachel van Overbeke (1888-1943), die bekend werd als de productieve schrijfster van pulpromans onder het pseudoniem Sacha Ivanov.
Pas in 1922 zat hij wegens 'activisme' een gevangenisstraf uit. Zijn in 1942 uitgebrachte bundel Celverzen werd tijdens die gevangenschap geschreven. 
Van 1936 tot 1938 woonde het echtpaar in Leuven. Daar richtte hij uitgeverij Erasmus op. Deze uitgeverij bracht vooral boeken van zijn vrouw uit, de zogenaamde Ivanov's Romans. Vanaf 1939 was deze uitgeverij in Gent gevestigd en nam weldra de naam Ivanov Castrum aan. In 1978 werd ze opgeslorpt door de Nederlandse uitgeverij Heisterkamp en blijft vandaag nog onder andere namen verder werken. 
Ysabies eigen (drama)werken verschenen vooral bij het eveneens door hem geleide Missiefonds Aucam, later Castrum (Leuven).
Volgens het Lectuur Repertorium 1954 had zijn bundel Zaaitijd - Saatgang een nationaalsocialistische inhoud.
Hij hertrouwde na 1943 met Julia Cocquyt, de huishoudster van het gezin Ysabie. Hij ligt, samen met beide echtgenoten (en met een zus van Julia) begraven op het kerkhof van Mariakerke-Gent.

## Publicaties

### Toneel
- Boudewijn, drama in vijf bedrijven, 1922.
- Padrecito, missiedrama in vier bedrijven, Leuven, AUCAM, 1925.
- Pater Lievens, missiedrama in vier bedrijven, 1927.
- Zannekin, historisch-romantisch treurspel in vijf bedrijven, Brugge, Beyaert, 1927.
- De anarchist, toneel, 1927.
- De eenzame vrijwilliger van Molokaï, missiedrama in drie bedrijven. Ook vertaald in het Engels.
- Viva Christo rey!, drama in vier bedrijven, episode uit de kerkvervolging in Mexico, Kortrijk, Vermaut, 1930.

### Proza
- Medewerker aan Dietsche Warande en Belfort (1924).
- (samen met Jean Denis) Koningin Astrid, Leuven, Erasmus, 1935.
- (pseudo Maarten Roels) Harten is troef, roman, 1936.

### Dichtbundels[1]
- Verzen, 1927. De enige melding van dit boek wordt gemaakt in een bloemlezing uit 1927 - wat er op zou kunnen duiden dat deze bundel nooit verschenen is.
- Zaaitijd. Saatgang, Steenlandt, Brussel, 1941.
- Celverzen, Inleiding J.L. de Belder, Wiek Op, Brugge, 1942.
- Nocturne, poëzie, Erasmus, Gent, 1942, met pentekeningen door René De Pauw.
- Willem van Saeftingen, een Vlaamsch heldendicht, Erasmus, Gent, 1942.
- (René D'Ys) Les amours englouties, poëzie, 1961.